# 林逸冰
林逸冰（字玉娥，女性，1914年10月18日—2012年1月29日），广东汕头澄海东里镇樟林人。生於澄海，死于广州。

## 生平
1914年林逸冰出生于广东汕头澄海东里镇樟林观一村索铺巷39号，童年和少年時曾僑居馬來西亞和新加坡。1932年回國，以小学2年级的学历在澄海一小学教书；后到香港谋生。1939年抗日戰爭時期，在江西参加国民党军事委员会战时工作干部训练团第三团，南昌失守，干训团撤到于都，并入中央军校第三分校16期政训总队。毕业后分配到韶关的第四战区政治部（广州沦陷后，韶关成了国民党广东省政府的战时省会）；在特别党部搞财务，军衔则以中尉代理上尉，直至以后的少校。
1949年後到廣州，在航政局（广州港务局的前身）当文职人员后进入黄埔港务局直到1976年4月退休。解放后没多久，林逸冰作为“军统特务”被关押起来，送到设在广州市郊杨箕村的劳动教养处。从劳教处出来，有人介绍林逸冰到海运局预备船员训练班教初中语文。“文化大革命”开始后，除了不断的审查批判之外，林逸冰还被独自关押在一间小房子里达三年之久。
2012年1月29日下午，大年初七，已经好几天不想吃东西以及下床的林逸冰，忽然主动要求到外面走走，儿孙伺候穿戴停当后，坐在沙发上正准备出发，忽然就离去。走的时候，没有多少痛苦，很安详地带着最后的尊严。

## 家庭
- 父亲：林运三
- 母亲：
- 姐：
- 弟：林觉夫
- 妹：林玉峦

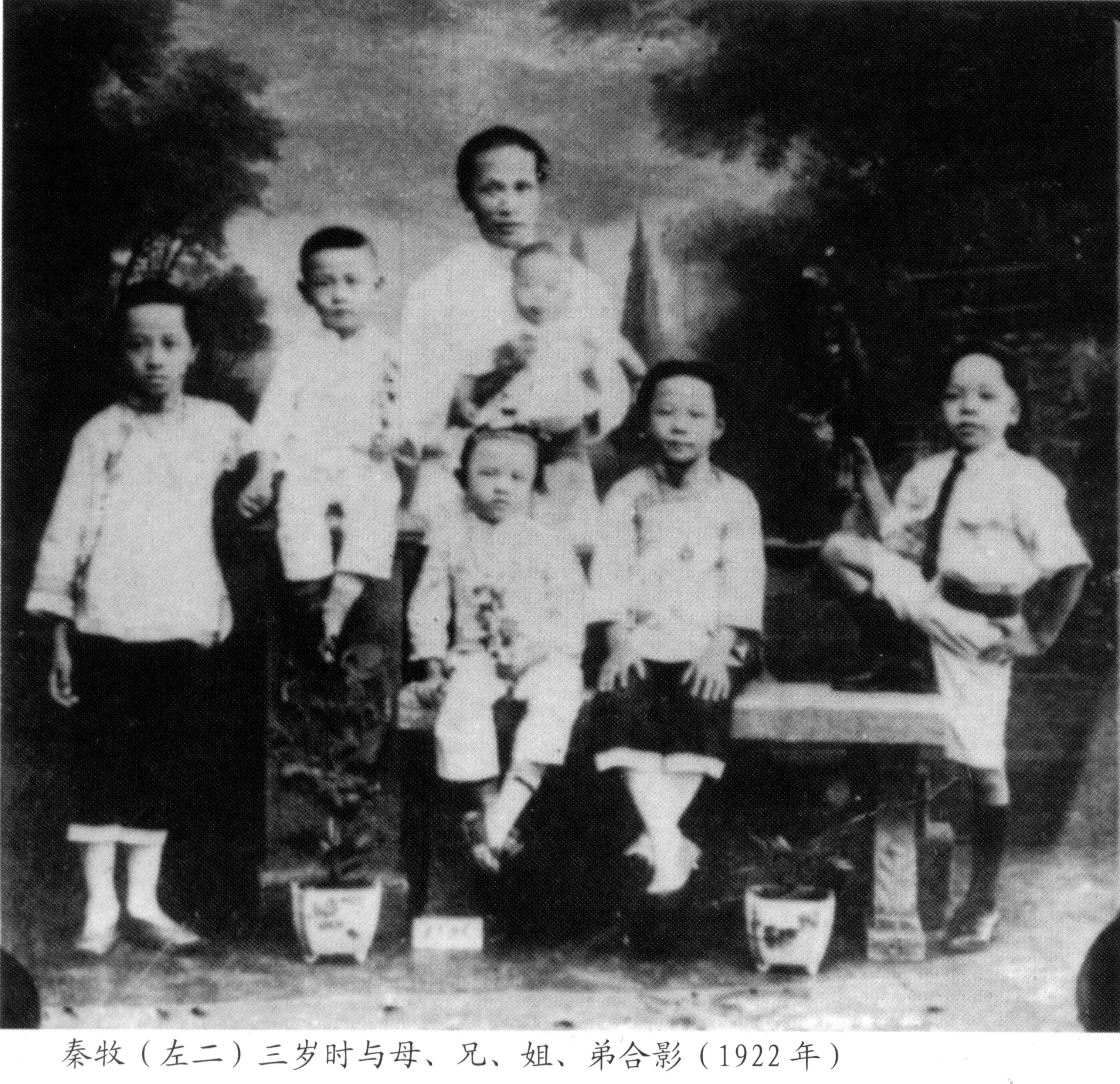
林逸冰幼年家庭合照1922
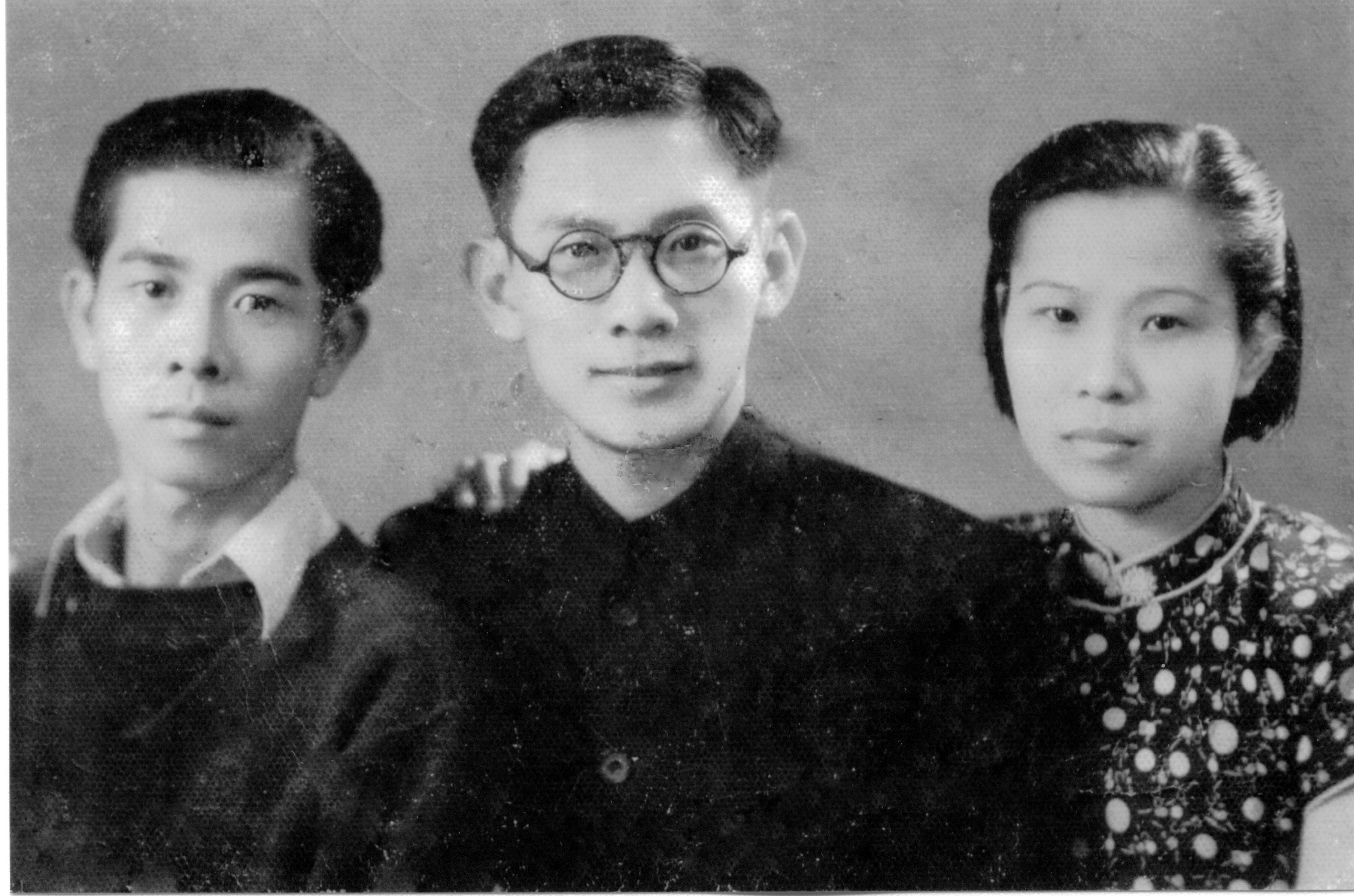
林逸冰与两个弟弟
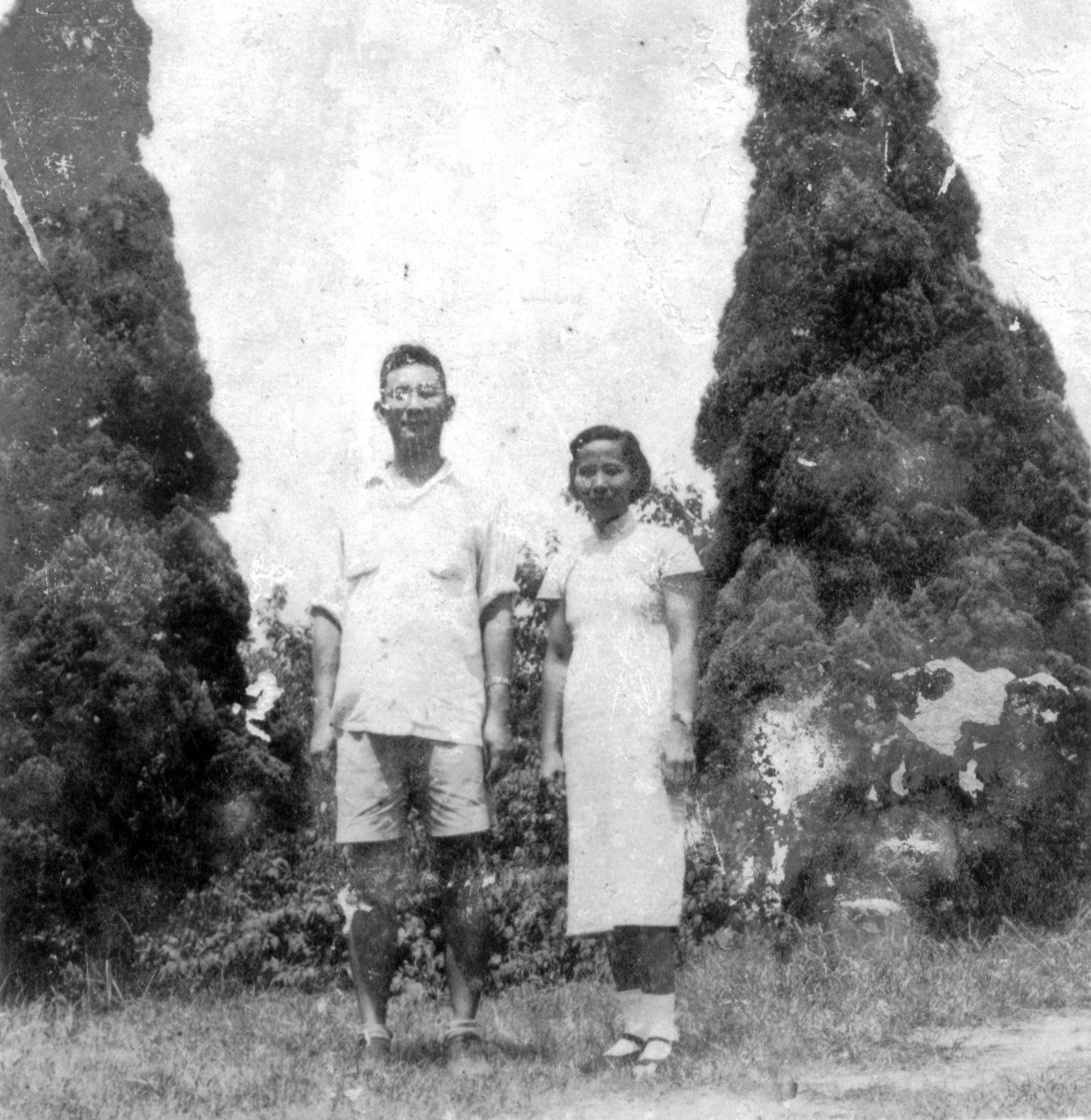
林逸冰与弟弟林觉夫在柳州
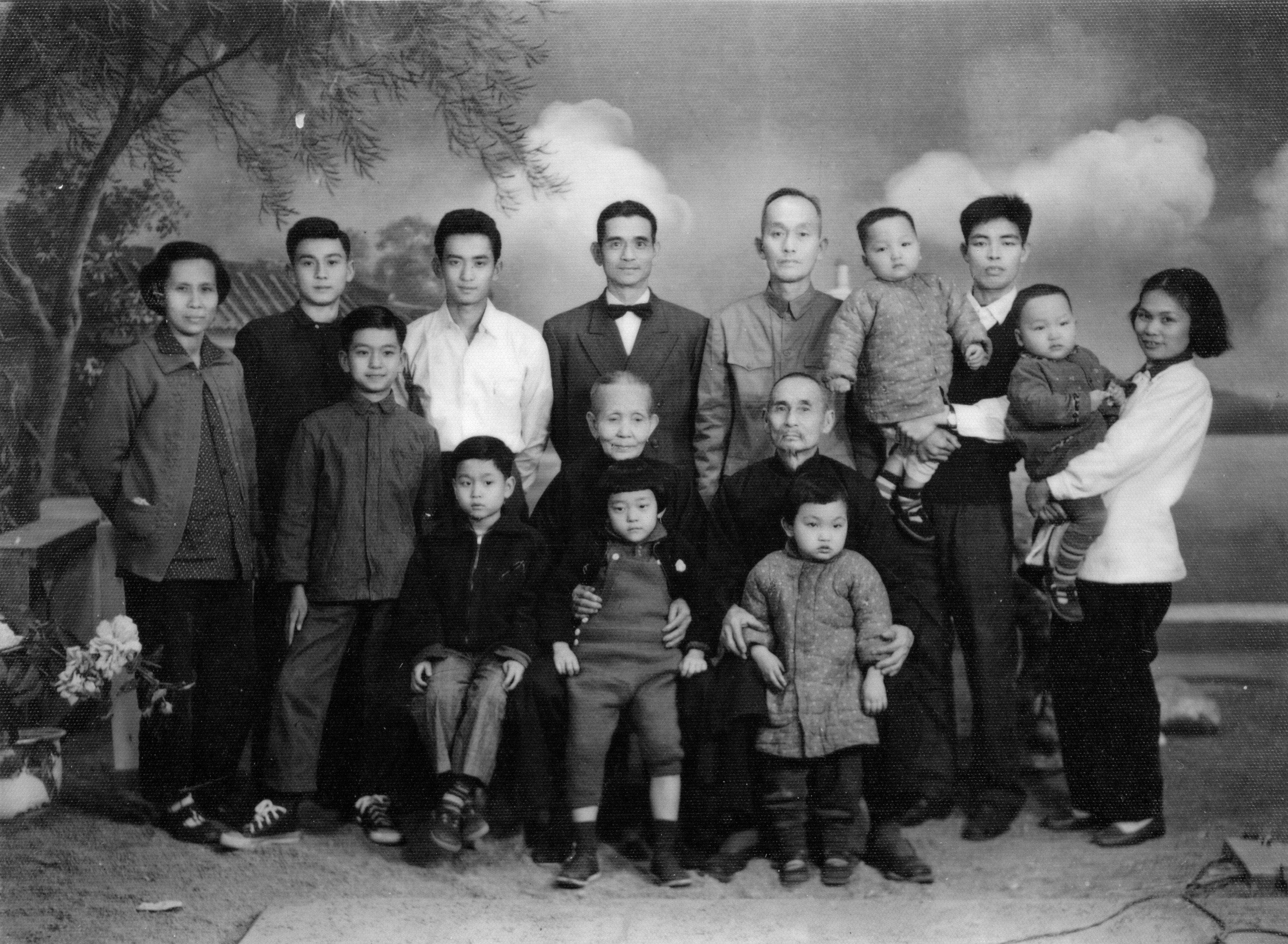
林逸冰家庭合照1959